# Праздник святого Николая (картина Стена)
«Праздник святого Николая» (нидерл. Het Sint-Nicolaasfeest) — картина голландского живописца Яна Стена (1626-1679). Созданная приблизительно между 1665/1668 годами. Хранится в Государственном музее в Амстердаме (инв. № SK-A-385).

## История
До 1743 года картина находилась у Сегера Тиренса (Seger Tierens) (1714-1785) в Гааге. В том же году состоялась распродажа коллекции Сегера Тиренса на неизвестном аукционе в Гааге.
До 8 июня 1809 года находилась у Адриана Леонарда ван Гетерен Геверса (Adriaan Leonard van Heteren Gevers) (1794-1866) в Роттердаме. В том же году приобретена у него Государственным музеем (Амстердам).

## Описание
На этой картине художник проявил свои способности рассказчика, бытописателя и наблюдателя человеческих характеров. Он изобразил сцену из жизни бюргерской семьи, которая встречает день Святого Николая, празднуемый католиками, к которым принадлежал художник.
Мать, сидящая в центре, протянула руки к девочке, весело смеется: девочка получила в подарок куклу и ведерко со сладостями. Рядом мальчик радуется подаренной клюшке и мячику, а его брат, стоящий слева, плачет: он нашел в своем ботинке розги «в награду» за непослушание. Сестра-подросток показывает другим этот ботинок, а бабушка, которая изображена на заднем плане, ласково улыбается и манит бедолагу пальцем, отдергивает штору: за ней, пожалуй, спрятан подарок, который понравится внуку. Парень, который стоит у костра, держит на руках малыша (у того в руках фигурный пряник с изображением св. Николая) и показывает ему на дымоход, через который к детям падают подарки. Здесь, прославляя святого, поет мальчик 6 лет. Отец семейства погрузился в свои мысли, вероятно, вспоминая собственное детство.
Слева художник написал праздничный натюрморт: имбирные пряники, медовые лепёшки, вафли, орехи и яблоки в корзине. Справа, на стуле, также находятся всевозможные сладости и монетки, а также стоит праздничный глазированный шоколадом хлеб в виде ограненного алмаза, прислонившийся к стулу.
Снизу в правом углу картины находится подпись художника: JSteen.

## Ссылка
- Информация на сайте музея (англ.)